# Villa di Monaciano
La villa di Monaciano è un edificio situato a Ponte a Bozzone, frazione di Castelnuovo Berardenga, in provincia di Siena.

## Storia e descrizione
La villa è documentata fin dal XVIII secolo, ma l'impianto attuale è il risultato di un progetto unitario di trasformazione dell'edificio avvenuto tra il 1870 e il 1885 circa, quando la proprietà, dopo un secolare possesso da parte della famiglia Fortini, era stata acquisita da Alessandro Pucci Sansedoni, nobile senese residente a Firenze. Egli nello spirito di rinnovamento del gusto che imperava nella Firenze dell'epoca, costruì un complesso di villa e giardino completamente innovativo, spostando la strada di accesso, demolendo le vecchie mura che circondavano il giardino e creando un parco romantico nello stile di quelli che a Firenze si stavano costruendo sotto la guida dell'architetto Giuseppe Poggi e della famiglia dei giardinieri Pucci.
Non si sa chi sia stato il progettista della villa che per la cultura architettonica che esprime sembra lontano dalla tradizione senese, avvicinandosi invece a significativi esempi fiorentini della seconda metà dell'Ottocento. Il fabbricato che si sviluppa su tre piani, ha una facciata suddivisa in tre parti da lesene; nella parte centrale, rivestita al piano terra a bugnato, si aprono tre portali d'accesso.
Una doppia cornice marcapiano mette in risalto il piano nobile, dove si aprono, al centro tre porte finestre ad arco e lateralmente due finestre con timpano classico, tutte incorniciate da pietra serena.

### Il parco
Il parco si sviluppa su una superficie di circa tre ettari, in una porzione di terreno in pendio antistante la villa che si estende a sud e a ovest ed è chiuso a sud da un muro di cinta.
Esso è diviso all'incirca in due parti: la prima destinata a giardino di fiori a mezzodì nella parte alta, la seconda nella parte bassa, costituisce il parco romantico vero e proprio con grandi spazi boscosi percorsi da sentieri sinuosi che aprono a sorpresa scorci e panorami sempre nuovi, in cui la villa funge da fondale della scena.
La panoramica sull'impianto botanico conferma l'applicazione del repertorio "all'inglese" con l'alternarsi di spazi pieni e vuoti, boschetti e ampie radure. Il parco di tipo romantico, è formato da un limitato numero di generi e specie di alberi ad alto fusto, in prevalenza sempreverdi tra cui in particolare lecci, un grande cedro del Libano, ma anche ippocastani, querce e palme.
Elemento caratterizzante il giardino è l'acqua presente in alcune fontane, nei giochi d'acqua che caratterizzano alcune strutture e soprattutto nel ninfeo. Questo conosciuto anche come  "laghetto della Venere", ha due grotte sottostanti in pietra spugnosa e al centro uno scoglio con una scultura di bagnante con due zampilli d'acqua ai piedi.
Corredano inoltre il parco, una grande voliera in muratura e in ghisa, una  limonaia con una ricca collezione di agrumi di grandi dimensioni e un raro esemplare di serra calda dotata di impianto di riscaldamento ancora funzionante. La sua costruzione documentata a partire dal 1881, occupa all'interno del giardino una posizione predominante, che ha forse contribuito a salvaguardarla da successivi cambiamenti e trasformazioni. Indicativa dell'interesse botanico del Pucci Sansedoni, che all'epoca era socio benemerito della Regia società toscana di orticultura si distingue per essere l'unica grande struttura del genere presente nella zona. Al suo interno vengono ancora oggi coltivate e riprodotte da un esperto giardiniere piante esotiche, tra cui una collezione di begonie, di felci, di orchidee e di anturium.
Sia la villa che il parco sono stati oggetto di restauro e "riprogettazione" di spazi ora considerati separati e meno importanti, divenuti  parti integranti del giardino e motivi di grande interesse. In particolare l'attenzione è stata rivolta a quell'area situata nella parte bassa del parco chiamata galoppatoio. Questo spazio è stato scelto per il progetto di un teatro di verzura . Esso vuol essere un segno che si distingue per la sua contemporaneità pur mantenendo una funzione tipica dei giardini storici e adattandosi alla morfologia e alla vocazione del luogo.
Nell'ambito dei restauri sono stati resi di nuovo agibili per visite, matrimoni ed eventi il parco ed i tre piani della villa.